# Peter Ludvig Panum
Peter Ludvig Panum (Rønne, Reino de Dinamarca, 19 de diciembre de 1820 – Copenhague, Reino de Dinamarca, 2 de mayo de 1885) fue un fisiólogo y patólogo danés nacido en la isla de Bornholm en Rønne. Recordado, principalmente, por ser quien demostró en 1846, basándose en sus observaciones de una epidemia en las Islas Feroe, que el sarampión es contagioso. También realizó estudios sobre endotoxinas y sobre la visión humana. 

## Primeros años y educación
Panum nació en Rønne en la isla de Bornholm, hijo del cirujano de regimiento Jens Severin Nathanael Panum (1792-1836) y Johanne Caroline Louise Charlotte Lande (1798-1844). La familia se mudó a Eckernförde en 1829, donde su padre había asumido el cargo de cirujano de regimiento. Después de matricularse en Flensburgo en 1840, Panum se matriculó primero en la Universidad de Kiel antes de transferirse a la Universidad de Copenhague en 1841.

## Carrera
Después de completar sus estudios de medicina en 1845, Panum asumió un puesto en el Hospital Almindelig en Copenhague. 

### Investigación en las Islas Feroe
Durante 1846 fue elegido por el gobierno para llevar a cabo la investigación de una epidemia de sarampión en las Islas Feroe.
La situación particular de las islas le permitió llevar a cabo una investigación epidemiológica, la que publicó un tratado titulado "Observaciones realizadas durante la epidemia de sarampión en las Islas Feroe en el año 1846". En esta explicaba que el sarampión era una enfermedad que se contagiaba por contacto directo.
Por 60 años, no había habido un caso de sarampión en las islas Feroe hasta que la epidemia inició. La epidemia había iniciado de la siguiente forma. en 1846, un carpintero, que había nacido en la isla, había regresado de Copenhague a las Islas Feroe. El presentaba mucha tos, ya que padecía de sarampión. Así se reintrodujo el patógeno a las islas. La epidemia duró cinco meses. Se enfermaron 6100 pobladores (un 77,22% del total de habitantes) y murieron más de 100. Panum sospecho que la enfermedad se había terminado porque no había nadie más a quien contagiar.
Más tarde estudió con Rudolf Virchow en la Universidad de Würzburg (1851) y con Claude Bernard en París (1852-1853). 

### Vida en Kiel
A partir de 1855, Panum fue profesor en la Universidad de Kiel, ubicada en Kiel, capital del ducado de Holstein, en el Reino de Dinamarca; donde estableció un laboratorio de fisiología.
En 1856, publicó su investigación sobre lo que ahora se conoce como endotoxina. Esto ahora se reconoce como los primeros estudios sistemáticos y científicos de endotoxinas, una sustancia que alguna vez se denominó "veneno pútrido"  que se pensaba que era responsable de los síntomas y signos observados en personas con sepsis.
En 1858, Panum publicó su investigación sobre la visión binocular, en particular sobre qué tan lejos de los ojos un objeto podía aparecer como un solo objeto al mirar a otro objeto a una distancia diferente de los ojos.
Durante 1860, el gobierno de Prusia desplegó campañas propagandísticas que buscan convencer a la población del Ducado de Holstein de unirse al proyecto de unificación alemana. El reino de Dinamarca no pudo contrarrestar la campaña. El sentimiento danskfobo promovido por el gobierno prusiano escaló tanto que Panum decidió abandonar la universidad. La Universidad de Kiel, universidad de la capital de Holstein, ya había caído en manos de la facción pro-prusiana. 
Panum abandonó Kiel en 1862. Dos años después, Prusia invadió Dinamarca en 1864 en la Segunda guerra de Schleswig. Kiel fue invadida y luego anexada por Prusia.

### Vida en Copenhague
Panum se mudó a la Universidad de Copenhague durante 1862, donde pasó el resto de su carrera. Entre sus estudiantes en Copenhague estaban el fisiólogo Christian Bohr (1855-1911) y el zimólogo Emil Christian Hansen (1842-1909).
Fue presidente del 8.º Congreso Médico Internacional que se celebró en Copenhague.

## Vida personal
Panum se casó con Hortense Susanne Hagen (1826-1899) el 5 de septiembre de 1853, hija del comerciante y agricultor Peter Munck Hagen (1796-1865) y Charlotte Frederikke Søbøtker (1801-70). Fue el padre de Hortense Panum y Peter Panum.
Panum murió el 2 de mayo de 1885 y está enterrado en Copenhague, en el cementerio de la Guarnición.

## Honores
Panum fue nombrado Caballero de la Orden de Dannebrog en 1850 y comandante de segunda clase en 1883. Fue condecorado con la Cruz de Honor de la Orden de Dannebrog en 1878.
A partir de sus estudios de la visión binocular, el nombre de Panum fue un epónimo para referirse al área del campo visual en la que un objeto parecía ser simple en lugar de doble. O sea, donde no ocurre la diplopía fisiológica. Se halla por medio de calcular el horóptero. A esta área se llama área de Panum  o área de fusión de Panum 
El edificio Panum, edificio del campus de la Universidad de Copenhague, lleva su nombre en su honor.

## Publicaciones

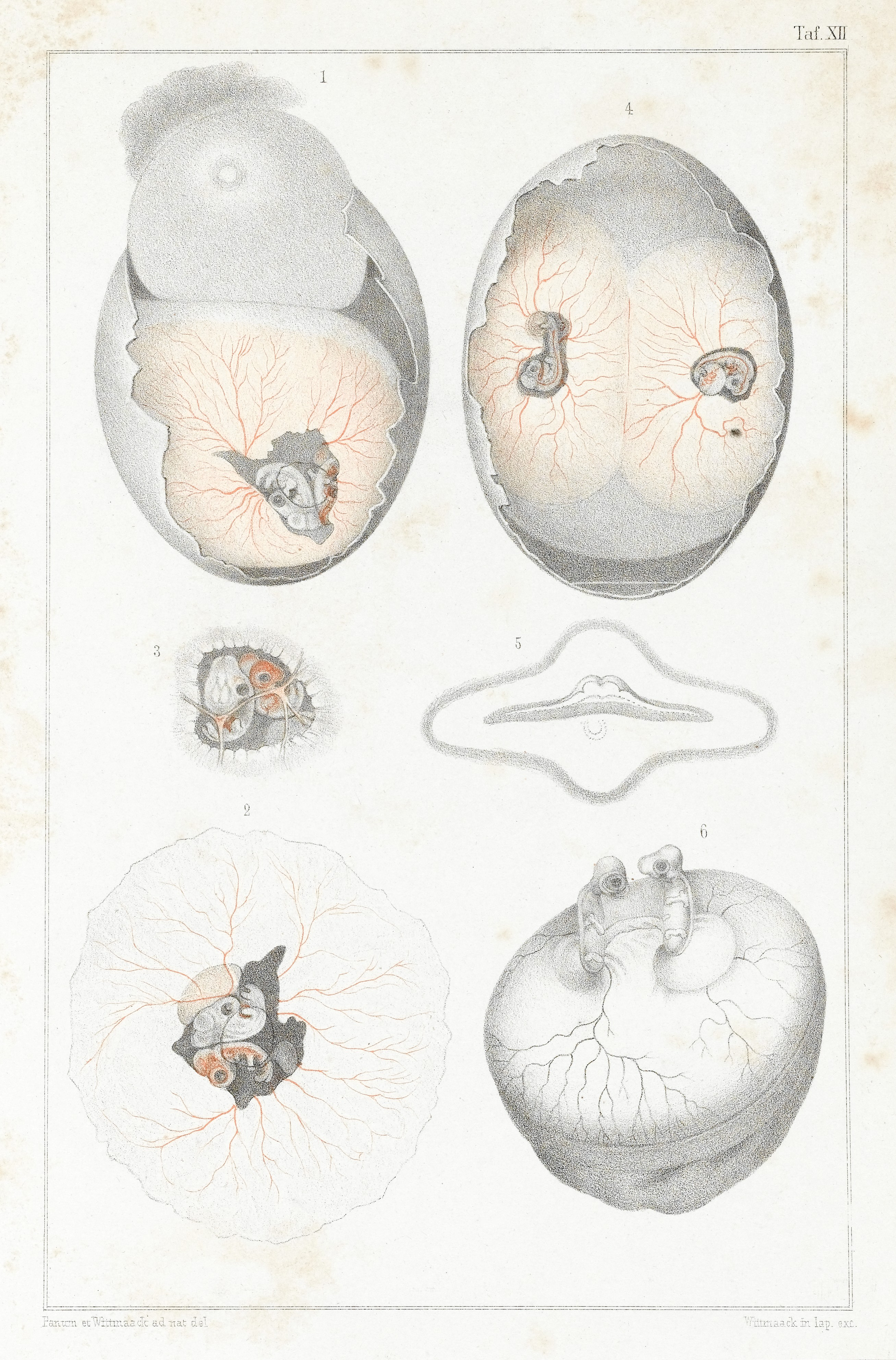
Embrión de ave, dibujado por Panum

- Experimentelle Untersuchungen zur Physiologie und Pathologie der Embolie, Transfusion und Blutmenge, 1864: estudios experimentales sobre la fisiología y patología de la embolia, la transfusión y el volumen sanguíneo .
  - Obras de Panum que han sido traducidas al inglés:
- Observaciones realizadas durante la epidemia de sarampión en las Islas Feroe en el año 1846.
- XI: Observaciones sobre el Contagio de Sarampión.
- Investigaciones fisiológicas relativas a la visión con dos ojos.[11]